# 全国大学コンソーシアム協議会
全国大学コンソーシアム協議会（ぜんこくだいがくコンソーシアムきょうぎかい）とは、日本全国各地の大学コンソーシアム（大学連合体・大学連携組織）から構成される協議会である。各大学コンソーシアム間の情報交流・研究交流を図り、日本の高等教育のより一層の発展を目的として、2004年（平成16年）11月28日に28の大学コンソーシアムから成る組織として発足した。事務局は大学コンソーシアム京都内にある。
年に一度、研究交流フォーラムを開催し、大学コンソーシアムに関する情報の集約と発信を行っている。

## 会員団体一覧
2022年4月1日時点で正会員46団体と賛助会員1団体が加盟している。以下の会員団体の所在地に関する記載は、その活動の拠点となる地域を示しているに過ぎず、それぞれのコンソーシアムに属する加盟校・機関の所在地は、当該地域に限られるものでない。

### 北海道地方
- 一般社団法人 旭川ウェルビーイング・コンソーシアム（北海道旭川市）
- キャンパス・コンソーシアム函館（北海道函館市）

### 東北地方
- 大学コンソーシアム学都ひろさき（青森県弘前市）
- いわて高等教育コンソーシアム（岩手県）
- 大学コンソーシアムあきた（秋田県）
- 学都仙台コンソーシアム（宮城県）
- 大学コンソーシアムやまがた（山形県）
- アカデミア・コンソーシアムふくしま（福島県）

### 関東地方
- 大学コンソーシアムとちぎ（栃木県）
- 彩の国大学コンソーシアム（埼玉県）
- f-Campus（東京都）
- 首都圏西部大学単位互換協定会（首都圏）
- 公益社団法人 学術・文化・産業ネットワーク多摩（東京都多摩地域）
- 大学コンソーシアム八王子（東京都八王子市）
- 横浜市内大学間学術・教育交流協議会（神奈川県横浜市）
- 公益社団法人 相模原・町田大学地域コンソーシアム（神奈川県相模原市・東京都町田市）

### 中部地方
- 特定非営利活動法人 大学コンソーシアムやまなし（山梨県）
- 公益社団法人 ふじのくに地域・大学コンソーシアム（静岡県）
- 高等教育コンソーシアムにいがた（新潟県）
- 大学コンソーシアム富山（富山県）
- 公益社団法人 大学コンソーシアム石川（石川県）
- FAAふくいアカデミックアライアンス（福井県）
- 高等教育コンソーシアム信州（旧称：長野県大学連絡協議会）（長野県）
- ネットワーク大学コンソーシアム岐阜（岐阜県）
- 大学コンソーシアムせと（愛知県瀬戸市近郊地域）
- 愛知学長懇話会（愛知県）

### 近畿地方
- 高等教育コンソーシアムみえ（三重県）
- 一般社団法人 環びわ湖大学・地域コンソーシアム（滋賀県）
- 公益財団法人 大学コンソーシアム京都（京都府）
- 奈良県大学連合（奈良県）
- 特定非営利活動法人 大学コンソーシアム大阪（大阪府）
- 特定非営利活動法人 南大阪地域大学コンソーシアム（大阪府南大阪地域）
- 高等教育機関コンソーシアム和歌山（和歌山県）
- 西宮市大学交流協議会（兵庫県西宮市）
- 一般社団法人 大学コンソーシアムひょうご神戸（兵庫県神戸市を中心に県全域）

### 中国地方
- 大学コンソーシアム岡山（岡山県）
- 一般社団法人 教育ネットワーク中国（広島県を中心に岡山県、島根県など）
- 大学リーグやまぐち（山口県）

### 中国・九州地方
- 大学コンソーシアム関門（関門都市圏）

### 九州地方
- 高等教育コンソーシアム久留米（福岡県久留米市）
- 大学コンソーシアム長崎（長崎県）
- 特定非営利活動法人 大学コンソーシアムおおいた（大分県）
- 一般社団法人 大学コンソーシアム熊本（熊本県）
- 高等教育コンソーシアム宮崎（宮崎県）
- 大学地域コンソーシアム鹿児島（鹿児島県）

### 沖縄地方
- 一般社団法人 大学コンソーシアム沖縄（沖縄県）

### 賛助会員
- ICC インターナショナル・コミュニケーションズ・カウンシル（ICCアジア支部を神戸市[注釈 1] に設置）

## 全国大学コンソーシアム研究交流フォーラム
毎年9月頃に2日間の日程で開催される。括弧内は開催地。
- 第1回（2004年） - 連携でこそ実現可能な新たな学びの探求  （京都府）
- 第2回（2005年） - 大学連携からはじめる地域の活性化　（石川県）
- 第3回（2006年） - 大学の構造改革と産・官・学・地域連携の役割　（東京都）
- 第4回（2007年） - 連携の意義を問う　（広島県）
- 第5回（2008年） - 地域における学術・文化の創造と情報発信をめざして －産学官民の連携による大学コンソーシアムの形成－　（愛知県）
- 第6回（2009年） - コスモポリタンな地域づくりと高等教育連携　（北海道）
- 第7回（2010年） - 人材育成の新たな地平 －大学コンソーシアムの挑戦　（大阪府）
- 第8回（2011年） - 地域新時代における大学の社会貢献　（熊本県）
- 第9回（2012年） - 活力あふれる魅力的な地域社会の創造 －10年後の日本を担うきみたちへ－　（神奈川県）
- 第10回（2013年） - 大学に求められる役割と大学間連携における未来　（京都府）
- 第11回（2014年） - 大学間連携と地域活性化への取り組み　（岩手県）
- 第12回（2015年） - 大学に求められる役割と大学コンソーシアムの新たな展開　～コミュニティ形成と地方創生時代における大学コンソーシアム～　（石川県）
- 第13回（2016年） - 大学連携によるグローバル人材育成　（広島県）
- 第14回（2017年） - 大学コンソーシアムとボランティア　（沖縄県）
- 第15回（2018年） - 大学連携による学生と地域のエンパワーメント　～未来の地域づくりを目指して～　（北海道）[3]
- 第16回（2019年） - 大学コンソーシアムとともに始まる大学づくり　（熊本県）[4]
- 第17回（2020年） - 大学コンソーシアムの再考と再興 ～大学の大変革時代に大学コンソーシアムが切り開く可能性とは～（大阪府）【2020年度は新型コロナウイルス感染症拡大により開催中止】[5]
- 第18回（2021年） - 大学コンソーシアムの再考と再興 ～ニューノーマル時代に大学コンソーシアムが切り拓く可能性とは～（オンライン（Zoom）開催）[6]
- 第19回（2022年） - 高等教育の充実と地域社会の発展を目指して ～大学コンソーシアムが持つ無限の可能性を模索する～（東京都）[7][8]